# Lolotte Forssberg
Fredrika Charlotta "Lolotte" Forssberg, eller Forsberg (från 1799 gift Stenbock), född 1766, död 1840, var en svensk hovdam. Hon utpekades som hemlig legitim dotter till kung Adolf Fredrik och Lovisa Ulrika, men tros i själva verkhet ha varit illegitim dotter till Adolf Fredrik och Ulrica Elisabeth von Liewen. Lolotte Forssberg blev en av sin samtids mest omtalade personer när Sofia Albertina offentligt försökte få henne erkänd som sin legitima syster, något som väckte skandal.

## Biografi

### Tidigt liv
Officiellt uppgavs Forssberg vara född som dotter till en medlem av hovpersonalen, en löpare vid namn Forssberg eller Forsberg. Forssberg var vida omtalad som den hemliga dottern till kung Adolf Fredrik och hovfröken Ulla von Liewen. Det är inte bekräftat att hon var dotter till Adolf Fredrik, men det betraktas som troligt. Hon adopterades vid födseln av assistent Eric Forssberg och Hedvig Charlotta d'Orchimont. Hon blev sedan fosterbarn hos Lovisa Ulrika på förslag av dennas franska kammarfru Michelle Elisabeth d'Ivry. Lovisa Ulrika tyckte enligt uppgift mycket om Forssberg, kallade henne La Petite och uppmanade Sofia Albertina att alltid ta ansvar för henne. Enligt vad som senare uppgavs, hade Lovisa Ulrika själv gett d'Ivry order att föreslå Forssbergs föräldrar att placera henne som fosterbarn hos en fransk medlem av sin hovpersonal, där Lovisa Ulrika sedan kunde få se henne och uttrycka sin önskan att ta henne som fosterbarn.    
Lolotte Forssberg beskrivs som vacker och charmerande och behandlades väl inom kungafamiljen. Då änkedrottning Lovisa Ulrika dog år 1782, bad hon sin dotter, prinsessan Sofia Albertina, att ta hand om Forssberg. Forssberg ingick sedan i Sofia Albertinas hov som ett slags inofficiellt sällskap. Under sommaren 1783 följde hon till exempel Hedvig Elisabet Charlotta på en resa till Västerås. Hon hade tjänsten som en av tre kammarfruar hos Sofia Albertina; de övriga två var Anna Christina och Margareta Christiernin. Eftersom hon var ogift kallades hon informellt ibland inkorrekt för kammarjungfru.

### Affären Forssberg

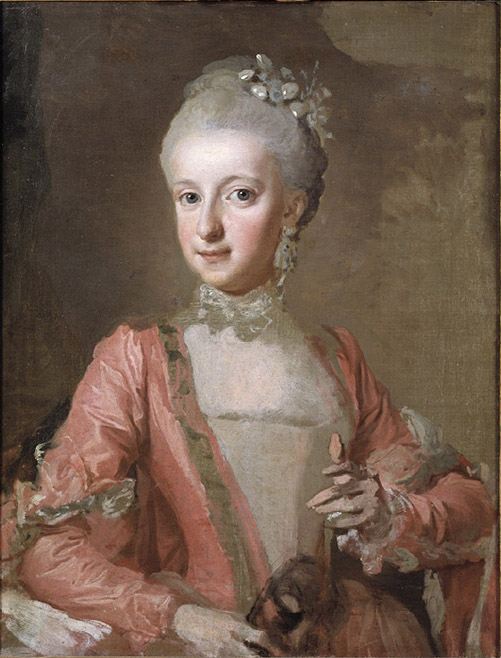
Prinsessan Sofia Albertina trodde att Fredrika Charlotta Forssberg var hennes legitima syskon. Målning av Lorens Pasch den yngre i Nationalmuseum.

År 1795 hittade Sofia Albertina efter en bjudning ett tappat brev, som tycktes vara skrivet från en kvinna till en annan, och där Forssberg sades vara hennes syster. I brevet förebråddes Sofia Albertina för att inte ha gett Forssberg de privilegier som borde tillkomma hennes syster, som ett ståndsmässigt äktenskap. Ett halvår senare mottog Sofia Albertina ett skrin, som gjorde henne övertygad om att Forssberg var hennes syskon. Hon gjorde henne till sin hovdam och försökte få henne offentligen erkänd som sin syster. Då hennes adoptivmor Hedvig Charlotta d'Orchimont förhördes om hennes ursprung, avslöjade hon ingenting, och misstänktes vara bunden av ett tysthetslöfte. Sofia Albertina trodde länge att Forssberg var hennes legitima helsyster, som gömts undan av okänt skäl och som därför borde få tillerkännas en kunglig persons privilegier. Hela affären blev en stor skandal både i Sverige och i Tyskland, och Sofia Albertina ansågs vara utsatt för ett bedrägeriförsök. Sofia Albertina uppgav dock till slut, att hon trodde att Forssberg var hennes illegitima halvsyster.  
Sofia Albertinas gynnande av Lolotte Forssberg gav också upphov till ryktet att Forssberg var dotter till Sofia Abertina. Forssberg var hemligt förlovad med Carl Edvard Gyldenstolpe, som 1798 bröt denna förlovning och i stället gifte sig med  Vilhelmina De Geer. Sofia Albertina arrangerade 1799 ett äktenskap mellan Lolotte Forssberg och sin stallmästare, greve Gustaf Harald Stenbock (1764–1833). 
Ett sådant äktenskap var kontroversiellt, då det bröt mot dåtidens rangskillnader att en person som officiellt var dotter till en tjänare skulle få gifta sig med en greve, och gav upphov till skandal. Efter bröllopet blev Forssberg offentligt presenterad vid hovet, något som hon rent formellt sett hade rätt till i egenskap av grevinna, men som även det i praktiken ansågs kontroversiellt, eftersom hon inte var född grevinna utan som, officiellt, dotter till en tjänare och själv tidigare kammarfru. Presentationen ska dock ha gått bra, och det sades att den enda person som betett sig föraktfullt mot Lolotte var grevinnan Hamilton.

### Senare liv
Lolotte Forssberg utsågs 1800 till hovdam med rangen sällskapsfru hos Sofia Albertina: vid hennes hov kom tjänsten som sällskapsfru som nummer två i rang av hennes fem hovdamer, efter överhovmästarinna (oftast kallad hovmästarinna), och före de tre hovfröknarna. Hon efterträdde 1818 Catharina Sophia Sinclair Silfversparre som hovmästarinna och blev överhovmästarinna 1823. Vid Sofia Albertinas död 1829 var hon en av hennes största arvtagare. Hon efterträddes som kammarfru av sin syster Ulrica Elisabet Forsberg (1764–1861), som 1804 gifte sig med den adlige Gustaf Lilliestråle. 
Brevet, som gjorde Sofia Albertina övertygad om att Lolotte var hennes syskon, förvaras numera i Riksarkivet.

## Fiktion
Lolotte Forssberg är en karaktär i romanen Livets och kärlekens vatten av Ana Porss.